# Zimmerberg-bázisalagút

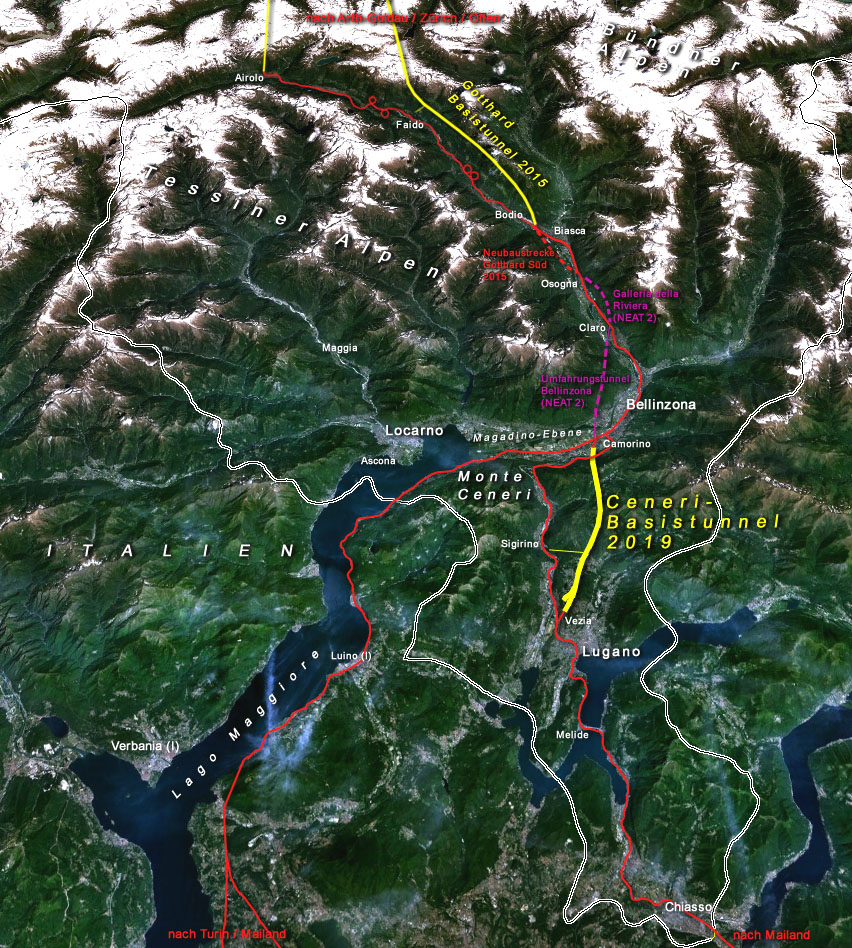
A Gotthárd- és a Zimmerberg-bázisalagút térképvázlata

A Zimmerberg-bázisalagút egy jelenleg építés alatt álló 20 km hosszú vasúti alagút Svájcban. Az alagút az Alptransit része.